# Three Rivers (Californie)
Three Rivers est une census-designated place américaine située dans le comté de Tulare dans l'État de Californie. En 2010, sa population était de 2 182 habitants.

## Démographie

Le Pumpkin Hollow Bridge, pont sur la Kaweah à Three Rivers.

| 2000  | 2010  | - | - | - | - |
| ----- | ----- | - | - | - | - |
| 2 248 | 2 182 | - | - | - | - |

## Source
- (en) Cet article est partiellement ou en totalité issu de l’article de Wikipédia en anglais intitulé « Three Rivers, California » (voir la liste des auteurs).